# Powiat Villach-Land
Powiat Villach-Land (niem. Bezirk Villach-Land) – powiat w Austrii, w kraju związkowym Karyntia. Siedziba powiatu znajduje się w mieście statutarnym Villach, które jednak do powiatu nie należy.

## Geografia
Powiat leży w Alpach Centralnych (północ) i Południowych Alpach Wapiennych (południe). Północna i centralna część powiatu leży na szczycie Wöllaner Nock. Tereny południowo-zachodnie znajdują się w Alpach Karnickich a południowo-wschodnie w Karawankach.
Powiat Villach-Land graniczy z następującymi powiatami: na północy Spittal an der Drau, na północnym wschodzie Feldkirchen, na wschodzie Klagenfurt-Land, na zachodzie Hermagor. Południowa granica powiatu jest również granicą państwa z Włochami (region Friuli-Wenecja Julijska) i Słowenią (region Kraina).
Tereny wokół miasta powiatowego są zbiegiem pięciu dolin: Oberdrautal, Unterdrautal, Liesertal, Mölltal i Untergailtal.

## Podział administracyjny
Powiat podzielony jest na 19 gmin, w tym dziewięć gmin targowych (Marktgemeinde) oraz dziesięć gmin wiejskich (Gemeinde).
| Gminy targowe 1. Arnoldstein (7042) 2. Bad Bleiberg (2203) 3. Finkenstein am Faaker See (9620) 4. Nötsch im Gailtal (2332) 5. Paternion (5779) 6. Rosegg (1887) 7. St. Jakob im Rosental (4290) 8. Treffen am Ossiacher See (4619) 9. Velden am Wörther See (9127) 10. Weißenstein (2946) | Gminy 1. Afritz am See (1450) 2. Arriach (1329) 3. Feistritz an der Gail (654) 4. Feld am See (1076) 5. Ferndorf (2032) 6. Fresach (1241) 7. Hohenthurn (897) 8. Stockenboi (1590) 9. Wernberg (5613) |
| (stan liczby mieszkańców 1 stycznia 2023) | |